# Istvan Frank
István Frank (Budapest, 11 de març de 1918 — Menton, Provença, 22 de juliol de 1955) va ser un romanista francòfon hongarès, professor de la Universitat de Saarbrücken.

## Biografia

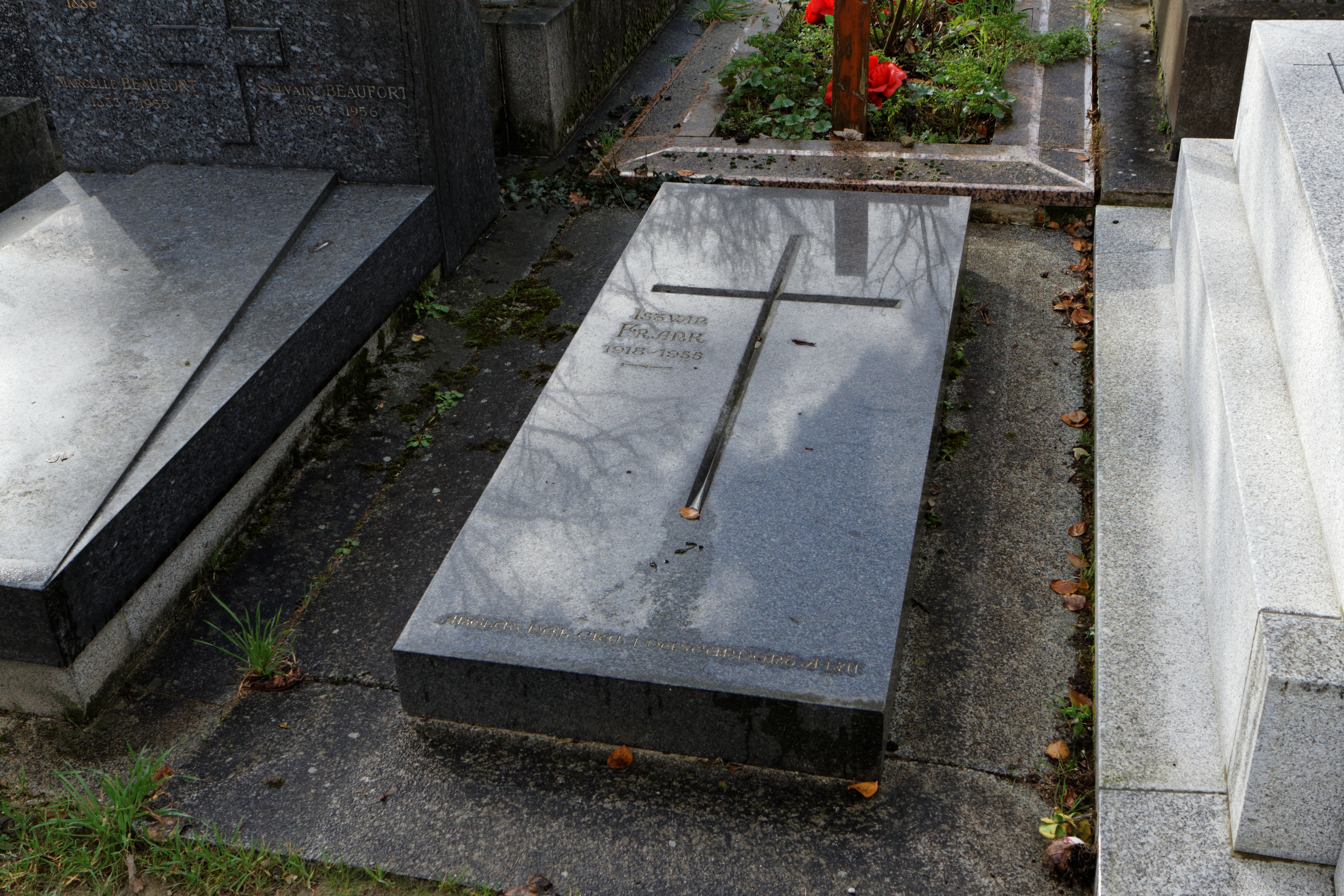
Tomba de Frank en el cementiri Père-Lachaise de París

István Frank cursà estudis a l'École Pratique des Hautes Etudes de París fins al 1948 i assistí als cursos de la Universitat de la Sorbona impartits per Clovis Brunel el 1938. La seva tesi doctoral consistí en un repertori mètric de la poesia dels trobadors que revisà i es publicà pòstumament el 1953-1957 sota el títol Repértoire métrique de la poésie des troubadours.
Fou professor de Filologia Romànica a la Universitat de Saarbrücken (República Federal d'Alemanya).
Participà en les trobades de la resistència francesa de la Segona Guerra Mundial a casa del també filòleg Henri Boissin, autor de la gramàtica albanesa moderna (1975).
Malgrat la curta trajectòria acadèmica, motivada per la seva mort prematura als 37 anys, Istvan Frank publicà nombrosos articles rellevants (algun d'ells pòstumament) i participà en diversos congressos sobre romanística (com el Ir Congrès International de Langue et de Littérature du Midi de la France a Avinyó, el setembre del 1955, o el d'abril de 1953 a Barcelona: VII Congrés Internacional de Lingüística Romànica), centrant-se en l'estudi de la poesia trobadoresca.
István Frank estudià la vida i les obres de trobadors catalans com Ponç de la Guàrdia, Cerverí de Girona o Berenguer d'Anoia i conreà una relació epistolar amb Martí de Riquer sobre aquests poetes i d'altres que es perllongà durant sis anys.
Cal destacar l'obra Répertoire métrique de la poésie des troubadours, fruit de la seva recerca doctoral, en què analitza la mètrica de la major part de les poesies trobadoresques conegudes (seguint els catàlegs i treballs de Karl Bartsch, Camille Chabaneau, Alfred Jeanroy, Alfred Pillet i Clovis Brunel) i les classifica per rimes i estructures estròfiques. Segons el mateix István Frank recull a la introducció, el punt de partida fou la proposta de Carl Appel de confegir un repertori mètric de la poesia trobadoresca que superés el de F. W. Maus. El Répertoire… ha estat abastament emprat i se cita en usualment en les referències de cada poesia i també en obres com ara Los trovadores, de Martí de Riquer, dedicada precisament a la memòria d'Istvan Frank.
El 1957 es publicà Mélanges de linguistique et de littérature romanes à la mémoire d'István Frank (Saarbrücken, Universität des Saarlandes) que recopila treballs en homenatge del romanista hongarès.
Des de 1950 fou membre corresponent estranger de l'Acadèmia de Bones Lletres de Barcelona.

## Obres publicades
- 1946. “La chanson de croisade du troubadour Gavaudan”, Neuphilologische Mitteilungen, 47, pp. 145–171.
- 1949. “Les troubadours et le Portugal”, Mélanges d'études portugaises à M. Georges Le Gentil, Lisboa, pp. 199–226.
- 1949. “Pons de la Guardia, troubadour catalan du XIIè siècle”, Boletín de la Real Academia de Buenas Letras de Barcelona XXII, pp. 229–327.
- 1950. “Ce qui reste d'inédit de l'ancienne poésie lyrique provençale”, Boletín de la Real Academia de Buenas Letras de Barcelona XXIII, 1 p. 69-81.
- 1950. "Cerveri, dit de Girona, polyglotte et oiseleur", Cultura Neolatina 10, pp. 69–73.
- 1950. “Du rôle des troubadours dans la formation de la poésie lyrique moderne”, Mélanges de linguistique et de littérature romanes offerts à Mario Roques, Baden-París, vol I, pp. 63–81
- 1950. “Nouveau manuscrit catalan du sirventés «Si totz temps vols»”, Romania, 71, pp. 393-396.1952. Trouveres et Minnesanger: Recueil de textes pour servir a l'étude des rapports entre la poésie lyrique romane et le Minnesang au XIIe siecle, Saarbrücken: West-Ost-Verlag.
- 1952. “'Babariol-babarian' - dans Guillaume IX, notes de philologie pour l'étude des origines lyriques”, Romania, 73.
- 1953-1957. Répertoire métrique de la poésie des troubadours, Paris, H. Champion, Bibliotheque de l'Ecole des hautes etudes. Sciences historiques et philologiques 302, 308
- 1954. “La Chanson "Lasso me" de Pétrarque et ses prédécesseurs”, Annales du midi T. 66, p. 259-268.
- 1954. Un Message secret de Berenguer de Noya: le prologue du "Mirall de trovar”, Torino: Loescher-Chiantore.
- 1955. De l'art d'editer les textes lyriques. Paris: [s.n.], Separata de: Recueil de Travaux offert à M. Clovis Brunel.
- 1955. Les debuts de la poésie courtoise en Catalogne et le problème des origines lyriques, Congreso internacional de lingüística románica. Actas y memorias t. II. Barcelona. p. 182-183.
- 1955. "Poésie romane et Minnesang autour de Frédéric II: essai sur les débuts de l'École sicilienne", Palermo: G. Mori & Figli. Separata del Bollettino del Centro di Studi Filologici e Linguistici Siciliani, III.
- 1956. “Reverter: vicomte de Barcelone (vers 1130-1145)”, Boletín de la Real Academia de Buenas Letras de Barcelona XXVI (1954-1956), p. 195-204.
- 1957. “Tomier et Palaizi: troubadour tarasconnais” (1199-1226), Romania, 78, p. 46-85.